# Iblis

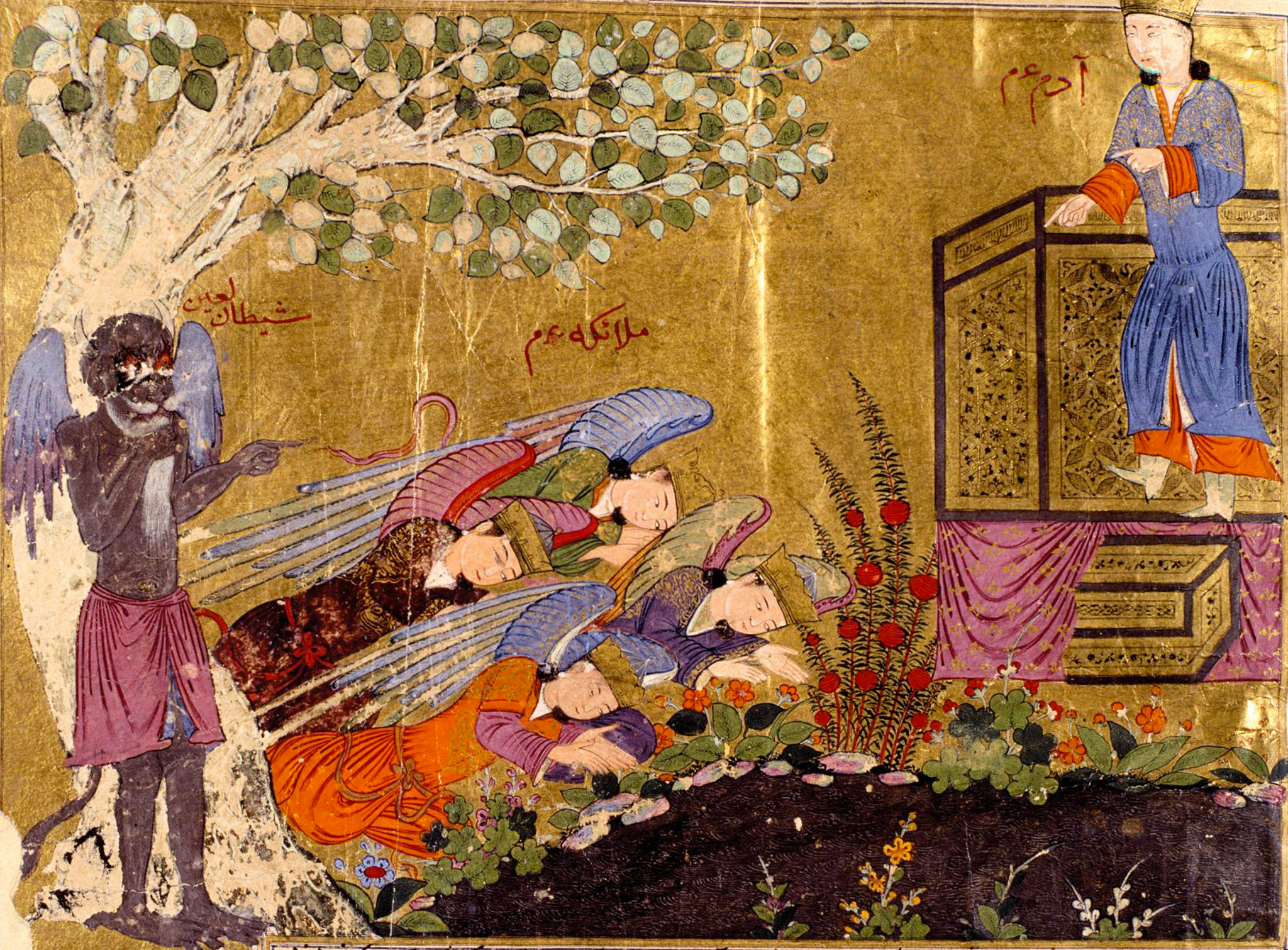
Aniołowie oddają pokłon Adamowi, ale Iblis odmawia. Ilustracja do Madżma at-Tawarich Hafeza-e Abru. Herat, 1415/1416. Biblioteka Pałacu Topkapi

Iblis, arab. إِبْلِيسْ – imię własne diabła w tradycji muzułmańskiej.
Prawdopodobnie jest to skrótowa forma greckiego διάβολος, która pojawiła się w wyniku kontaktu z tradycją chrześcijańską. Arabscy filologowie wywodzą ten termin od arabskiego rdzenia bls, gdyż Iblis „nie ma po co oczekiwać (ublisa) Boskiego miłosierdzia”. Iblis jest również znany jako aduww Allah (wróg Boga) lub po prostu aduww.

W Koranie Iblis pojawia się dwa razy w kontekście historii pierwszych ludzi, Adama i Ewy. Po pierwsze Iblis miał odmówić złożenia hołdu człowiekowi, gdyż stwierdził, że – jako stworzony z gliny – jest on kimś gorszym od niego, stworzonego z ognia (XXXVIII, 76). Zatem kiedy Bóg powiedział do aniołów:
„Oddajcie pokłon Adamowi!”, oni oddali pokłon, z wyjątkiem Iblisa. On odmówił, wbił się w pychę i znalazł się wśród niewiernych.
Na jego własną prośbę kara obiecana Iblisowi została odroczona aż do Dnia Sądu i została mu dana moc wodzenia na pokuszenie tych wszystkich, którzy nie są wiernymi sługami Boga. Jego pierwszym występkiem tego rodzaju było kuszenie Ewy w raju, przy czym w ramach tej historii występuje on przeważnie jako asz-szajtan (szatan). Podobnie jak w wierzeniach chrześcijańskich, Iblis ukazuje się pod postacią węża lub schowany jest między zębami (a według innych w brzuchu) węża. Ewa, ponieważ rozmawiała wcześniej z wężem, teraz nie spostrzega, iż rozmawia z Iblisem, który namawia ją, by zjadła owoce z drzewa nieśmiertelności. Po tym wydarzeniu Adam i Ewa zostają wygnani z raju wraz z Iblisem (choć według innych wersji Iblisa przegnano dopiero później). Na końcu świata Iblis będzie wtrącony do piekła wraz z przeklętymi.
Istnieją dwie kwestie związane z Iblisem, którym sporo czasu poświęcili muzułmańscy teologowie. Pierwsza dotyczy tego, czy jest on aniołem, czy też dżinnem. Koran w kilku miejscach zalicza go do aniołów, ale z drugiej strony, jak podkreślono, Iblis oświadcza w nim, że został stworzony z ognia, co jest charakterystyką dżinnów. Aniołowie są również z natury posłuszni Bogu i dla takich teologów jak Az-Zamachszari był to rozstrzygający argument przemawiający za tym, żeby zaliczać Iblisa do dżinnów. Ostatecznie nie osiągnięto jednak całkowitej zgody w tej kwestii.
Drugą kwestią istotną dla muzułmańskiej tradycji był grzech Iblisa, przy czym panowała zgoda co do tego, iż polegał on na pysze i nieposłuszeństwie, tj. jego pycha nie pozwoliła mu usłuchać Boga i pokłonić się Adamowi. Problemem pozostawała jednak przyczyna nieposłuszeństwa Iblisa, to jest jak mógł być tak zaślepiony przez pychę, iż popadł w wieczne nieposłuszeństwo wobec Boga. Niektórzy mutakallimun i sufi twierdzili, że Iblis odmówił bezwzględnego podporządkowania się Bogu, gdyż postawił ogólne przykazanie „czczenia tylko Boga” ponad jednorazowy nakaz „pokłoń się Adamowi”. Al-Halladż przypisuje mu skierowaną do Boga odpowiedź: „Nie, będę czcił tylko Ciebie”. Niektórzy sugerują, iż Iblis sądził, że Bóg zastawił na niego pułapkę i jego obowiązkiem było jej uniknięcie poprzez potwierdzenie bezwzględnego monoteizmu lub nawet więcej: wolał narazić się na gniew Boga i pobyt w piekle, ale pozostanie, nawet wbrew Bogu, świadkiem absolutnej jedności (tauhid) Boga. Na drodze tego rodzaju analiz Iblisowi przyznaje się jakiś rodzaj wielkości i wśród sufich można odnaleźć nawet pewną sympatię w stosunku do tego, który „został zmuszony do nieposłuszeństwa” przez niepojętego Boga. Jak jednak zaznacza Al-Halladż, ostatecznie nieposłuszeństwo Iblisa miało swoje źródło w jego pysze.